# Марешаль, Жозеф
Жозе́ф Мареша́ль (фр. Joseph Maréchal, 1 июля 1878, Шарлеруа — 11 декабря 1944, Лёвен) — бельгийский священник-иезуит, теолог и психолог, один из основателей трансцендентального томизма (или точнее, неотомизма), соединившего вместе богословские и философские идеи Фомы Аквинского с феноменологией и критикой чистого разума Иммануила Канта. Долгое время преподавал биологию и психологию на философском факультете университета Лёвена, а также в иезуитском институте.

## Биография
Среднее образование Жозеф (Иосиф) Марешаль получил в церковной школе Сакре Кёр в Шарлеруа. Сразу по окончании школы (в 1895 году), ещё в очень молодом возрасте — вступил в Орден иезуитов. Однако основной установкой Марешаля с самого начала было соединение науки с верой. Это желание и стало главной целью всей его жизни. Прежде чем приступить к изучению богословия, он посчитал необходимым получить профессиональное философское образование, каковой курс он и изучал с 1901 года в университете Лёвена.
В 1905 году получил степень доктора биологии в университете Лёвена, а в сан священника был рукоположен спустя три года, в 1908 году. В течение большей части жизни Жозеф Марешаль преподавал биологию, экспериментальную психологию и философию в иезуитском институте города Лёвена.

## Философия
Основная фундаментальная книга Марешаля «Отправная точка метафизики» («Le Point de depart de la metaphysique») стала главным трудом, положившим начала так называемого «томистического реализма». Этот труд вышел в пяти томах (сам Марешаль называл их тетрадями, cahiers). Первые три тома вышли почти одновременно, в 1922—1923 годах (Брюгге и Париж). В первых двух томах Марешаль обозначает главные (на его взгляд) проблемы современной философии, вытекающие из разрушительного воздействия работ Уильяма Оккама на томистический синтез логики и веры. В третьем, пожалуй, самом главном для наследия Марешаля томе проводится попытка ревизовать и с совершенно новой стороны оценить наследие Иммануила Канта.
Четвёртый (предпоследний) том был опубликован значительно позднее (и посмертно, Брюссель, 1947 г.). И наконец, пятый том (самый известный в наследии Марешаля) ставит краеугольные проблемы томизма в рассмотрении с точки зрения критики чистого разума. Основной идеей этой книги стала попытка использовать негативную (с точки зрения неотомиста, человека верующего) критику чистого разума в положительном фидеистическом ключе. Согласно идеям Марешаля, кантовская критика не может быть опровергнута, пока человеческий разум представляется в виде некоей статической силы. Однако едва разум приобретает свойство динамичности или диалектики (в частности, как определял его Фома Аквинский), как негативные последствия кантовской критики снимаются сами собой. В этом суть томизма Жозефа Марешаля.

…Таким образом, за исключением узко агностической и прагматической точек зрения, научный метод сам по себе неполон и недостаточен: чтобы вступить в контакт с реальностью, он нуждается в дополнении со стороны метафизического…— Жозеф Марешаль, из третьего тома «Отправной точки метафизики»
В свою очередь, Жозеф Марешаль оказал влияние на многих католических философов и богословов XX века (главным образом, французских и германских), среди которых можно назвать Марка, Ранера, Лотца, Корета, Лонергана. Основы новой «трансцедентальной метафизики», разработанные Марешалем, среди его последователей получили краткое название «метода Марешаля».
Излагая в сжатой форме основной смысл марешалевского неотомизма, можно сформулировать его взгляды и намерения всего в одной его фразе: «если Бог возможен, то он существует».

## Влияние
Трудно переоценить значение Марешаля как основателя неотомистической «диалектики». До сих пор его значение как одного из главных первооткрывателей новой теологии и метафизики является бесспорным для всех профильных учебников. Не в последнюю очередь влияние Марешаля утвердилось через его опосредованных учеников и последователей, прежде всего, Карла Ранера (Karl Rahner). Пожалуй, с особенной отчётливостью значение марешалевского метода высвечено в классическом учебнике 1961 года Эмериха Корета, где он старается дать чёткое представление о кардинальной перемене в состоянии метафизического знания, произошедшей в первой половине XX века и развитой в 1950-е годы.

…Так, после долгих колебаний я принял решение дать сжатую новую редакцию, скромно представленную здесь как «Основы метафизики».
В ней, пусть более чем три десятилетия спустя, я заявляю о своей приверженности к прежним духовным истокам и направлению мышления, к традиции схоластической философии, в особенности трансцендентальному повороту со времен Ж.Марешаля, в чём К.Ранер усмотрел конец подлинной неосхоластики и преобразование способа мышления. К этому привели или в этом особенно утвердили меня И. Б. Лотц и К.Ранер, не менее чем собственные исследования трансцендентально-философского мышления от Канта до Гегеля и др. За помощь проясняюще-сомыслящего характера я искренне благодарен В.Бруггеру и О.Мукку. То, что произошло в моём собственном мышлении, я не хотел бы связывать с конкретным именем (например с Марешалем), а просто предметно обозначу как трансцендентальную или (нейтральнее выражаясь) как рефлексивную метафизику…— Эмерих Корет, предисловие к  «Основам метафизики» (Инсбрук, май 1994 г.)
И прежде всего, авторы подчёркивают значение Марешаля в обновлении метафизического учения после критики Канта. Общий упадок идеализма (после окончания деятельности Гегеля) привёл к повсеместному прогрессу или временной победе анти-метафизического позитивизма, а также материалистически-атеистического мышления, — отчасти опирающегося на основы кантовской критики. К началу XX века казалось, что метафизика сама себя изжила, превратившись в застывшую церковную догму. С другой стороны, учение Канта было истолковано (или ложно понято) как опровержение и разрушение всякой метафизики, а потому схоластики и богословы вообще боролись с кантианством — как с заклятым врагом. Лишь значительно позже (начиная с достижений Жозефа Марешаля 1920-х годов) «трансцендентальное» мышление в кантианском духе было воспринято и оценено позитивно. Таким образом, удалось «преодолеть Канта благодаря Канту» и перевести метафизику на принципиально новые основания.
Именно переосмыслением и новым использованием наследия Канта более всего значим подход Марешаля. Сам по себе термин и метод «трансцендентального мышления» принадлежит Канту, желавшему преодолеть узость эмпирическое подхода к познанию (трансцендировать опыт). Однако в случае обоснования метафизики необходимо чётко зафиксировать: Кант в своём опыте обращался только к конечному субъекту. А потому любой объект воспринимался им только через относительного субъекта («субъективный идеализм») и, следовательно, абсолютное познание было недостижимо. — Тем самым сама собой исключалась возможность метафизики и метафизического познания. Говоря по существу, для метафизики оставалась единственная возможность: показать вопреки Канту, что общее (главное) знание о бытии может быть получено или дано как предварительное условие всего человеческого познания (а также желания и действия), что только такое знание является главным условием открытия бытия. Именно такое решение и давало метафизике возможность быть методически обоснованной и оправданной. Такой подход был осознан Жозефом Марешалем, впервые новаторски им осуществлён, а затем — подхвачен и развёрнут его последователями (Марком, Лотцем, Ранером и другими).